# 帆龍鰧
帆龍鰧為輻鰭魚綱鱸形目南極魚亞目阿氏龍鰧科的其中一種，分布於南極洲東部海域，棲息深度210-667公尺，體長可達19.2公分，為底棲性魚類，屬肉食性，以多毛類、端足類等為食。